# Hapoel Tel Aviv BC
El Hapoel Tel Aviv BC és un equip de bàsquet israelià amb seu en la ciutat de Tel-Aviv, que actualment competeix en la Lliga israeliana de bàsquet, la màxima competició del país. Disputa els seus partits en el Drive in Arena, amb capacitat per 3.500 espectadors. És el segon equip amb més títols d'Israel, després del Maccabi Tel Aviv BC.

## Història
El club va ser fundat en 1935 com a part de la cooperativa esportiva Hapoel, pertanyent al sindicat de treballadors Histadrut. Després de la creació de la Lliga israeliana de bàsquet en 1954 van venir els anys més gloriosos per a l'equip, aconseguint el seu primer títol nacional en 1960, alguna cosa que repetiria en les edicions de 1961, 1965, 1966 i 1969. Des de la seva creació ha existit una gran rivalitat amb l'altre equip de la ciutat, el Maccabi Tel Aviv.
En 1995 el Histadrut decideix deixar de finançar a tots els equips de tots els esports que operaven sota la seva marca, i és el 2006 quan el club entra en fallida, no podent afrontar la permanència en la lliga, sent descendit de categoria a la segona divisió, que a l'any següent es convertiria en un descens a la tercera categoria, la Lliga Artzit.
El 2007 es va fundar el Hapoel Ussishkin de propietat i dirigit pels aficionats del Hapoel Tel Aviv BC agafant el nom de l'antic pavelló de l'equip.
A finals de la temporada 2009/10, després del tancament del club original, un home de negocis anònim va adquirir els drets del nom del club i els va cedir a la direcció de Hapoel Ussishkin. La direcció del nou equip, després d'un procés de votació per a tots els membres, va decidir canviar el nom del club al seu nom original, Hapoel Tel Aviv BC.

## Palmarès
- Lliga israeliana
  - Campions (5): 1959/60, 1960/61, 1964/65, 1965/66, 1968/69
- Copa israeliana
  - Campions (4): 1961/62, 1968/69, 1983/84, 1992/93